# 政治経済学・経済史学会
政治経済学・経済史学会（せいじけいざいがく・けいざいしがっかい、英語: Political Economy & Economic History Society）は、日本の学術研究団体の一つ。

## 概要
1948年6月26日設立。学術研究団体としての種別は単独学会。
政治経済学・経済史に関する研究及びその普及、並びにこれらの研究者の連絡協同を目的としている。
国内においては日本経済学会連合に加入している。"

## 沿革
- 1948年 - 土地制度史学会設立。
- 2002年 - 政治経済学・経済史学会に改称。

## 刊行物

### 歴史と経済
- 誌名（和文）：歴史と経済
- 誌名（欧文）：Journal of Political Economy & Economic History
- 創刊年：1958
- 資料種別：ジャーナル（査読付き論文を含む）
- 使用言語：日本語（英文抄録あり）
- 発行形態：印刷体
- 著作権帰属先：学会
- クリエイティブコモンズ：定めていない
- 購読：有料